# George West (Teksas)
George West je grad u američkoj saveznoj državi Teksas. Prema popisu stanovništva iz 2010. u njemu je živjelo 2.445 stanovnika.